# Andrew Feenberg
Andrew Feenberg (Nueva York, 1943) es un filósofo canadiense, especialista en filosofía de la tecnología, filosofía continental, la teoría crítica y estudios de ciencia y tecnología. Ocupa la cátedra de Investigación en Filosofía de la Tecnología en la Facultad de Comunicación de la Universidad Simon Fraser en Vancouver. Es autor de varios libros y artículos, con traducciones a varios idiomas.

## Biografía
Feenberg estudió filosofía con Herbert Marcuse en la Universidad de California en San Diego, donde obtuvo su doctorado en 1972. Durante este periodo, fue miembro de New Left, en donde fundó una revista titulada Alternatives, y participó en los eventos de Mayo del 1968 en Francia. Como resultado de esa vivencia, creó el archivo ''May Events Archive'' con documentos escaneados de los eventos, en la biblioteca de la Universidad Simon Fraser.  Su libro coescrito sobre los eventos de mayo del ´68 apareció en 2001 bajo el título ''When Poetry Ruled the Streets''. 
También ha sido profesor durante muchos años en el Departamento de Filosofía de la Universidad Estatal de San Diego y la Universidad de Duke, la Universidad Estatal de Nueva York en Buffalo, las Universidades de California, San Diego y Irvine, la Sorbona, la Universidad de París-Dauphine, la Escuela de Altos Estudios en Ciencias Sociales, y la Universidad de Tokio y de la Universidad de Brasilia. Dr. Feenberg es Director de Programa en la Universidad Internacional de Filosofía para el período 2013-2019.
Además de su trabajo en la teoría crítica, Martin Heidegger, Jürgen Habermas, Karl Marx, y Georg Lukacs, también ha realizado estudios sobre el filósofo japonés Kitarō Nishida. Con William Leiss, Feenberg ha editado una colección titulada ''The Essential Marcuse'' publicado por Beacon Press.
Es reconocido como un temprano innovador en el campo de la educación en línea, un campo que él ayudó a crear en 1982. Dirigió el Proyecto TextWeaver en mejorar el software para foros de discusión en línea bajo un subsidio del fondo para el Mejoramiento de la Educación Post-Secundaria del Departamento de Educación de Estados Unidos.
Se han publicado varios libros sobre la filosofía de Feenberg. Una compilación titulada ''Democratizing Technology: Andrew Feenberg's Critical Theory of Technology'' , apareció en 2006. En 2013 se publicó en portugués una compilación a cargo de Ricardo Neder: "La teoría crítica de Andrew Neder: racionalización democrática, poder y tecnología". En 2017 Palgrave MacMillan publicó"Critical Theory and the Thought of Andrew Feenberg
" compilación a cargo de Darrell P. Arnold y Andreas Michel.
Varias de sus obras han sido traducidas al alemán, francés, portugués, español, ruso, chino y japonés, entre otras lenguas.

## Filosofía de la tecnología de Feenberg
La principal contribución de Feenberg a la filosofía de la tecnología es su argumento para la transformación democrática de la tecnología. De su libro Transforming Technology,
Lo que el ser humano es y se convertirá está decidido en la forma de nuestras herramientas no menos que en la acción del Estado y los movimientos políticos. El diseño de la tecnología es, pues, una decisión ontológica plagada de consecuencias políticas. La exclusión de la gran mayoría de la participación en esta decisión es profundamente antidemocrática (p.3)
Feenberg proporciona la base teórica de esta idea a través de la Teoría Crítica de la tecnología que se desarrolla durante tres libros: The Critical Theory of Technology (1991) (re- publicado como Transforming Technology: A Critical Theory Revisited (2002)) , Alternative Modernity: The Technical Turn in Philosophy and Social Theory (1995),  y Questioning Technology (1999). La base de la teoría crítica de la tecnología de Feenberg es un concepto de dialéctica de la racionalidad tecnológica, que él denomina teoría de la instrumentalización. La teoría de la instrumentalización combina la crítica social de la tecnología de la filosofía de la tecnología (Karl Marx , Herbert Marcuse , Martin Heidegger, Jacques Ellul) con ideas tomadas de los estudios de casos empíricos de los estudios de ciencia, tecnología y sociedad. Las aplicaciones de su teoría incluyen estudios de educación en línea, el Minitel, Internet y los juegos digitales.

## Algunas publicaciones
Libros
- Lukacs, Marx and the Sources of Critical Theory (Rowman & Littlefield, 1981; Oxford University Press, 1986

- Critical Theory of Technology, Oxford University Press, 1991

- Alternative Modernity, University of California Press, 1995

- Questioning Technology, Routledge, 1999.

- Transforming Technology: A Critical Theory Revisited, Oxford University Press, 2002.

- Heidegger and Marcuse: The Catastrophe and Redemption of History, Routledge 2005.

- Between Reason and Experience: Essays in Technology and Modernity, MIT Press, 2010.

- The Philosophy of Praxis: Marx, Lukács and the Frankfurt School (Verso Press, 2014).

- Technosystem: The Social Life of Reason, Harvard University Press, 2017.

Libros co-editados
- Marcuse: Critical Theory and the Promise of Utopia, Bergin y Garvey Press, 1987.
- Technology and the Politics of Knowledge, Indiana University Press, 1995.
- When Poetry Ruled the Streets, SUNY Press, 2001.
- Modernity and Technology, MIT Press, 2003.
- Community in the Digital Age, Rowman and Littlefield , 2004.
- Re-inventing the Internet: Critical Case Studies, Sense Publishers, 2011.

Ediciones en español
Feenberg, A. (2012). Transformar la tecnología. Una nueva visita a la teoría crítica. Bernal: Universidad Nacional de Quilmes. (Traducción de "Transforming Technology: A Critical Theory Revisited", 2002)
Artículos
- "Reification and the Antinomies of Socialist Thought" Telos, Winter 1971, p. 93–118.
- "Lukacs and the Critique of 'Orthodox' Marxism." The Philosophical Forum III (3-4) (prim./verano 1972)

- "Introduction to the Kosik-Sartre Exchange." Telos 25 (otoño 1975).

- "Transition or Convergence: Communism and the Paradox of Development." in Technology & Communist Culture: The Socio-Cultural Impact of Technology under Socialism, Frederick J. Fleron Jr. (ed.) Praeger Publ. New York. (1977)

- "Technology Transfer and Cultural Change in Communist Societies." Technology and Culture, April 1979, p. 348–354.

- "The Bias of Technology" in Marcuse: Critical Theory and the Promise of Utopia, Bergin & Garvey Press, 1987, p. 225–254.

- "A User's Guide to the Pragmatics of Computer Mediated Communication," Semiótica, julio de 1989, p. 257–278.

- "The Ambivalence of Technology," Sociological Perspectives, prim. 1990, p. 35–50

- "Experiential Ontology: The Origins of the Nishida Philosophy in the Doctrine of Pure Experience," con Yoko Arisaka, International Philosophical Quarterly, junio de 1990, p. 173–204.

- "From Information to Communication: the French Experience with Videotex," in M. Lea, ed., Contexts of Computer-Mediated Communication, Harvester-Wheatsheaf, 1992, p. 168–187. html

- "Marcuse or Habermas: Two Critiques of Technology," Inquiry, 39, 1996, p. 45–70.

- "Reflections on the Distance Learning Controversy," The Canadian Journal of Communication 24 (3) 1999, 337-348.

- "From Essentialism to Constructivism: Philosophy of Technology at the Crossroads," in E. Higgs, D.Strong, and A. Light, eds., Technology and the Good Life. Chicago: Univ. of Chicago Press, 2000. p. 294–315.

- “The Online Community Debate: Citizens or Consumers?” with Maria Bakardjieva, in Community in the Digital Age: Philosophy and Practice, Feenberg and Barney eds., Rowman and Littlefield, 2004, p. 1–28.

- "Modernity Theory and Technology Studies: Reflections on Bridging the Gap,” in Modernity and Technology, MIT Press, 2003, p. 73–104.

- “The Technical Codes of Online Education,” with Edward Hamilton, Technē, Journal of the Society for Philosophy and Technology, otoño 2005, 9:1, p. 94–123.

- “From the Critical Theory of Technology to the Rational Critique of Rationality,” Social Epistemology 22 (1) enero–marzo de 2008, p. 5–28

- "Rationalizing Play: A Critical Theory of Digital Gaming" with Sara M. Grimes, Information Society J. 25 (2) marzo–abril de 2009, p. 105–118.

- “Radical Philosophy of Technology: From Marx to Marcuse and Beyond,” Radical Philosophy Review 12 (1/2): 199–217, 2009

- "La pensée de la technique : pour une approche humaniste", Entretien avec Pierre-Antoine Chardel, Esprit, diciembre de 2012, p. 49 - 64.

Libros sobre Andrew Feenberg
- "Democratizing Technology: Andrew Feenberg's Critical Theory of Technology, compilación a cargo de Tyler Veak. SUNY Press (State University of New York Press), 2006.

- "A teoría crítica de Andrew Neder: racionalizacao democrática, poder e tecnología" (en portugués), compilación a cargo de Ricardo Neder. Brasília: Observatório do Movimento pela Tecnologia Social na América Latina / CDS / UnB / Capes, 2010 .

- "Critical Theory and the Thought of Andrew Feenberg", compilación a cargo de Darrell P. Arnold y Andreas Michel. Palgrave MacMillan, 2017.